# Loretta Doyle
Loretta Doyle, später Loretta Cusack, (* 12. Juli 1963) ist eine ehemalige britische Judoka, die 1982 Weltmeisterin und zweimal Europameisterin war.

## Sportliche Karriere
Loretta Doyle war 1979 britische Meisterin im Halbleichtgewicht, der Gewichtsklasse bis 52 Kilogramm. 1980 trat sie im Leichtgewicht an, der Gewichtsklasse bis 56 Kilogramm. Bei den Europameisterschaften 1980 in Udine erkämpfte sie eine Bronzemedaille. Im weiteren Verlauf des Jahres gewann sie die British Open und die Dutch Open. Ende November 1980 fanden in New York City die ersten Weltmeisterschaften für Frauen statt. Im Leichtgewicht gewann die Österreicherin Gerda Winklbauer den ersten Weltmeistertitel vor der Französin Marie-Paule Panza, dahinter erhielten Loretta Doyle und die Belgierin Jeannine Meulemans Bronze.
Von 1981 bis 1988 trat Loretta Doyle im Halbleichtgewicht an. Bei den Europameisterschaften 1981 in Madrid erreichte sie das Finale und erhielt Silber hinter der Österreicherin Edith Hrovat. Ein Jahr später trafen die beiden im Finale der Europameisterschaften 1982 in Oslo erneut aufeinander und wieder gewann die Österreicherin. Bei den Weltmeisterschaften 1982 in Paris besiegte Loretta Doyle Edith Hrovat bereits in ihrem ersten Kampf. Mit Siegen über Karelis Aguilar aus Venezuela und im Halbfinale über die Australierin Christina-Ann Boyd erreichte Doyle das Finale und gewann Gold gegen die Japanerin Kaori Yamaguchi. Bei den Europameisterschaften 1983 in Genua bezwang Doyle im Halbfinale die Spanierin Pilar Veira und im Finale die Französin Pascale Doger. Ende 1983 gewann die amtierende Welt- und Europameisterin das Turnier von Fukuoka. 1984 schied Doyle bei den Weltmeisterschaften in Wien in ihrem zweiten Kampf gegen Robin Takemori aus den Vereinigten Staaten aus.
Im März 1986 bei den Europameisterschaften in London unterlag Doyle im Halbfinale Edith Hrovat. Mit einem Sieg über die Niederländerin Veronique Akkermans sicherte sich Doyle eine Bronzemedaille. Bei den Commonwealth Games 1986 in Edinburgh erreichte sie das Finale und erhielt Silber hinter Sharon Rendle. In den nächsten Jahren war Doyle bei internationalen Turnieren aktiv, bei internationalen Meisterschaften kämpfte in der Regel Sharon Rendle für das Vereinigte Königreich. 
Von 1989 bis Anfang 1991 kämpfte Doyle im Leichtgewicht. Ihr größter Erfolg war der Sieg bei den Commonwealth Games 1990 in Auckland, dort bezwang sie im Finale die Australierin Suzanne Williams. Bei den Europameisterschaften 1991 in Prag trat Doyle wieder im Halbleichtgewicht an. Sie erreichte das Finale und erhielt nach ihrer Niederlage gegen die Niederländerin Jessica Gal die Silbermedaille. Im Jahr darauf siegte sie bei den Europameisterschaften 1992 in Paris im Viertelfinale gegen die für das Vereinte Team antretende Dina Maksutowa und im Halbfinale gegen die Italienerin Alessandra Giungi. Im Finale bezwang sie Jessica Gal und revanchierte sich für die Niederlage im Jahr zuvor. Bei der Premiere des olympischen Frauenjudo bei den Olympischen Spielen 1992 in Barcelona war Doyle nicht mehr dabei, das Vereinigte Königreich wurde im Halbleichtgewicht durch Sharon Rendle und im Leichtgewicht durch Nicola Fairbrother vertreten.
Loretta Doyle war mit dem schottischen Judoka Billy Cusack verheiratet. Loretta Cusack-Doyle war nach ihrer Karriere als Trainerin tätig. Zwölf Jahre betreute sie den britischen Nachwuchs. Sie war auch für die Europäische Judo-Union und den Internationalen Judo-Verband tätig. Loretta Cusack-Doyle ist Trägerin des 8. Dan.